# Aeroportul Municipal Barnstable
Aeroportul Municipal Barnstable (IATA: HYA, ICAO: KHYA, FAA LID: HYA) este un aeroport din Massachusetts, Statele Unite ale Americii. Aeroportul a fost tranzitat în 2020 de 19.558 de pasageri.
Situat la o altitudine de 17 m, aeroportul dispune de 2 piste.

## Infrastructură

### Piste
Aeroportul dispune de 2 piste. Pista 06/24 are suprafața de asfalt și dimensiunile 5.425 picioare × 150 picioare. Pista 15/33 are suprafața de asfalt și dimensiunile 5.253 picioare × 150 picioare. 